# Pastor-belga
Pastor-belga[a][b] (em francês:  chien de berger belge) é uma raça de cães com origem na Bélgica, que possui 4 variedades com aparências bastante distintas e que não cruzam entre si. Estas são: Malinois, Groenendael, Tervueren e Laekenois.

## História
A documentação mais antiga do verdadeiro Pastor Belga remonta ao final de 1800, quando começou a surgir na Europa um desejo de afirmação nacionalista, que se repercutiu numa série de âmbitos, incluindo a cinologia, no seio da qual se começaram a criar e apurar raças de cães, para que fossem representativas da respectiva nação. Em 1891 foi fundado o Clube Pastor Belga com esta finalidade, tendo sido adotadou o primeiro padrão do Pastor Belga em 1893.
Pastor Belga Groenendael foi desenvolvido principalmente e promovido por Nicolas Rose, um dono de restaurante e proprietário do Chateau de Groenendael, ao sul de Bruxelas. Rose estabeleceu um canil próspero em 1893, e suas ações se tornaram a base dos belos Pastores Belgas Negros de hoje, que foram oficialmente nomeados Groenendael em 1910.
Eles determinaram que os traços perfeitos de um Cão Pastor seriam de tamanho grande, quadrados, com orelhas triangulares largas e olhos muito castanhos.
É fácil ver que o Pastor Belga corresponde a esses critérios extremamente bem e é um cão impressionante. O Pastor Belga Groenendael, assim como as outras variedades de Pastores Belgas, herdou a impressionante inteligência típica de seus ancestrais, o que o fez ser considerado um dos melhores cães de trabalho que existem e, especificamente, como um magnífico cão Pastor.
Uma vez posto para trabalhar, eles adquiriram o reconhecimento oficial da raça entre 1891 e 1897. Para estes objetivos, no dia 29 de setembro de 1891, o “Clube de Cão de Pastor Belga” foi fundado em Bruxelas. Dias depois, o professor A. Reul selecionou um grupo com os melhores exemplare e reuniu em Cureghem e preparou um censo com eles. Nos anos seguintes dedicou-se ao fortalecimento da raça, selecionando-os e criando-os, para os quais não hesitou em recorrer ao cruzamento entre os mais valorizados garanhões.
No ano de 1892, em 3 de abril, o “Pastor Belga Dog Club”, escreveu o primeiro padrão da raça e admite uma única raça com três variedades de pelo. Naquela época, aquele com quem estávamos lidando era um cachorro pertencente à classe trabalhadora e carente de prestígio. Em 1901 os primeiros exemplares dos Pastores belgas viram seus nomes registrados no Livro das Origens da Société Róyale Saint Hubert, cujas iniciais são LOSH. Durante os anos seguintes os cinófilos trabalharam nas tarefas de unificação do tipo e de correção dos defeitos, o que provocou que em 1910 se estabelecesse tanto o tipo como o caráter padrão deste cão. Ao longo dos anos não fez as diferentes variedades e cores que são aceitas foram livres de controvérsia. No entanto, tem havido unificação de critérios quanto ao caráter, aptidão para o trabalho e morfologia deste animal nobre. 

## Variedades (Identificação de raças)
No país de origem, em 1891 o professor Adolphe Reul, considerado o criador da raça, que frequentou a Escola Veterinária de Cureghem, estudou todos os cães de pastoreio da Bélgica e estabeleceu essas quatro variedades como raças diferentes.
Contudo, a Federação Cinológica Internacional (FCI), sediada na Bélgica, estabelece que o pastor belga é uma única raça dotada de quatro variedades.

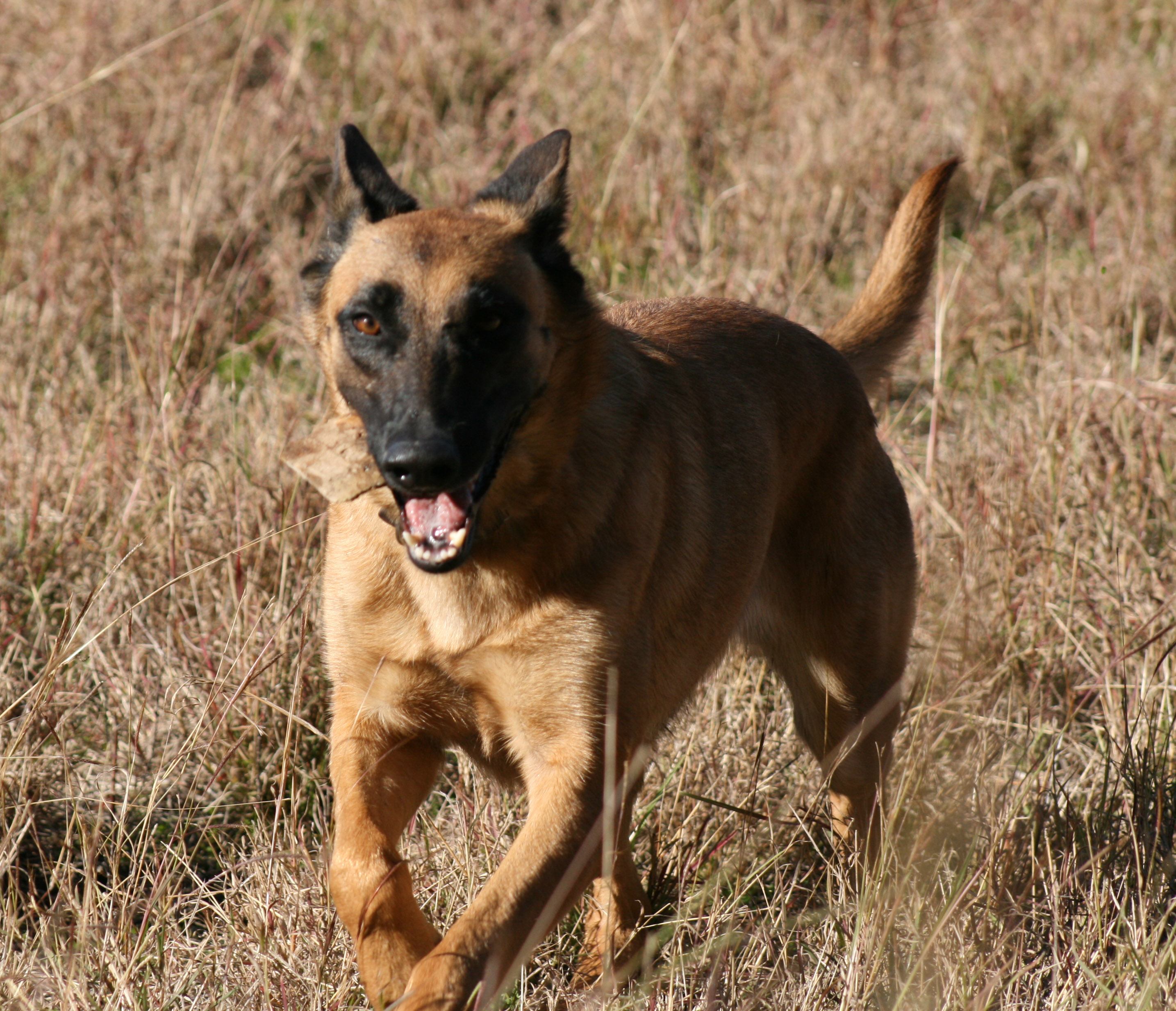
Pastor belga malinois

### Malinois
(pronuncia: Malinoá) De pelagem dourada, curta e lisa, é nativo da região de Malines e tido como um dos mais comuns entre seus parentes. De todos, é o mais próximo do pastor alemão e do holandês de pelo liso. Conhecido pelo vigor, foi o primeiro dos belgas a ser descrito. O Malinois figura no Guiness Book como o maior cão farejador de drogas de todos os tempos. Como exemplo de sua habilidade, essa raça foi eleita pelo Serviço Secreto dos Estados Unidos para a assegurar as permanências da Casa Branca. 

### Groenendael
(pronuncia: Grunendaal. Em francês.) De pelagem negra, alongada, macia e abundante até as pernas, começou a ser criado por volta da década de 1890 quando Nicholas Rose, dono do Café du Groenendael, cruzou um exemplar negro e obteve outro, considerados então base desta variedade.

### Tervueren
(pronuncia: Terviurrenn. Em francês.) É majoritariamente classificado como raça separada, tornou-se popular quando começou a ser usado como farejador de entorpecentes. Possui pelagem longa, abundante e macia, com colaração em tons de preto com dourado/amarelo claro.

### Laekenois
(pronuncia: Lekenoá) O mais raro, tem a aparência felpuda e rústica, de pelagem densa e ondulada. Predileto da rainha Maria Henriqueta da Bélgica, possui o nome vindo do Castelo de Laeken. Fácil de adestrar, assim como os demais, é visto como excelente companheiro.

## Características gerais
Independente das diferenças, os belgas são considerados campeões na realização de várias atividades: provas de obediência, campeonatos de agility, pastoreio de ovelhas, flyball, exposições de beleza, cão de companhia e guarda; o que os tornaram populares em todo o mundo, apesar das baixas das expectativas no início. Segundo estudos, nos belgas é vista a variedade de pelagens que remonta à época em que cães eram utilizados em trabalho, cães funcionais.
Bem como o temperamento e as qualidades físicas, os belgas podem ter alguns problemas de saúde: podem desenvolver displasia, epilepsia, atrofia progressiva da retina e pannus.
A raça Pastor Belga estabeleceu-se definitivamente no ano de 1897, depois de uma série de cruzamentos entre diversos exemplares dedicados ao pastoreio que se iniciou em 1891.

## Visão geral das variedades
Abaixo imagens das 4 variedades desta raça:

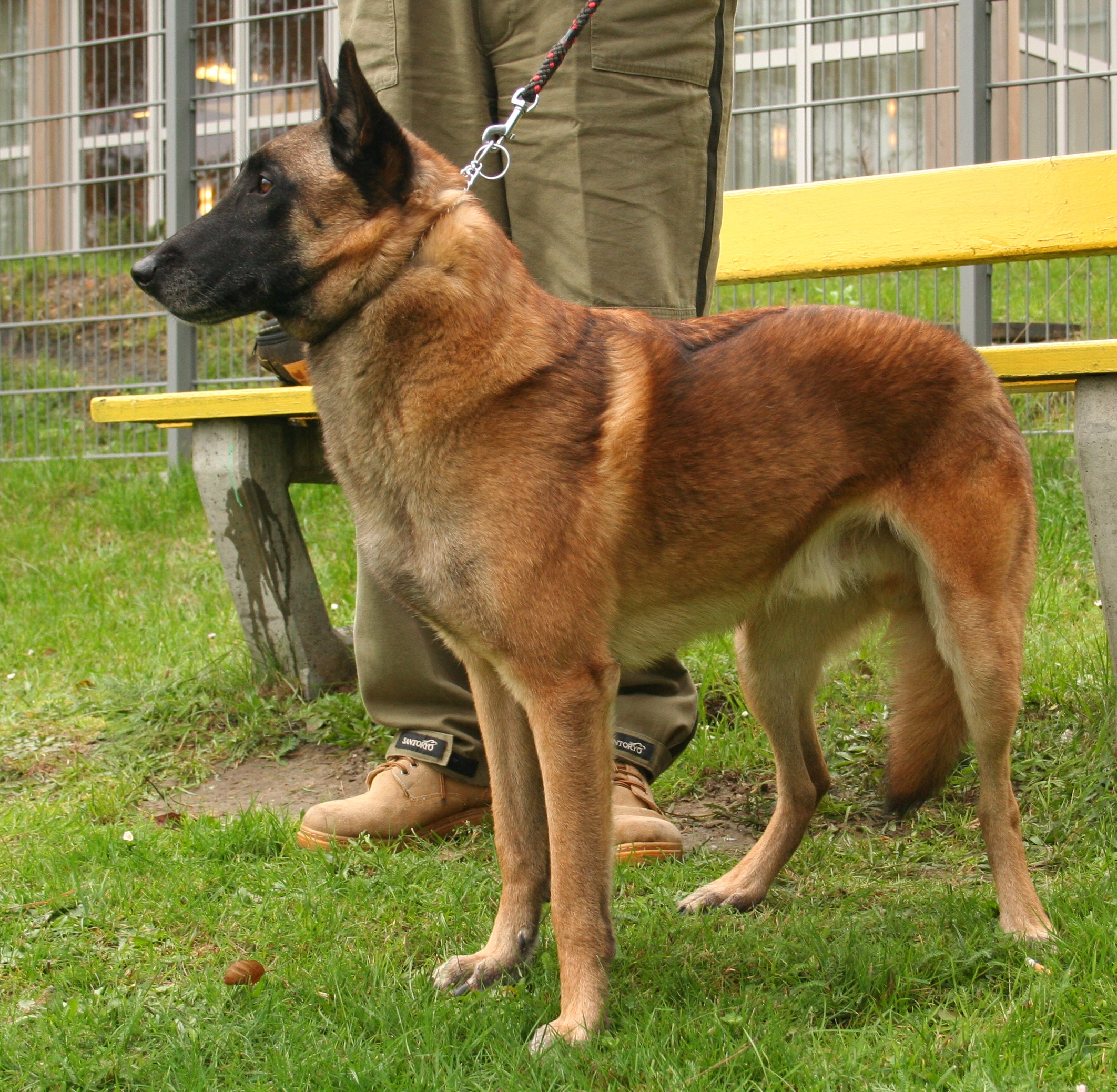
Malinois: pelagem curta de coloração dourada encarvoada com máscara preta
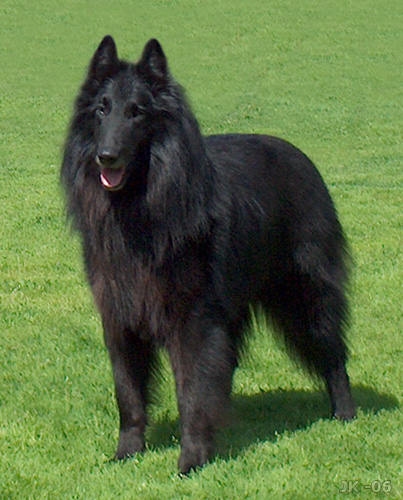
Groenendael: pelagem dupla e longa de cor preta
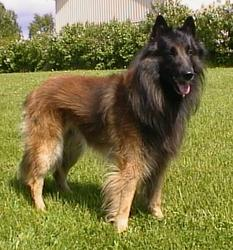
Tervueren: pelagem dupla e longa semelhante aos Groenendael, mas com cor dourada encarvoada.
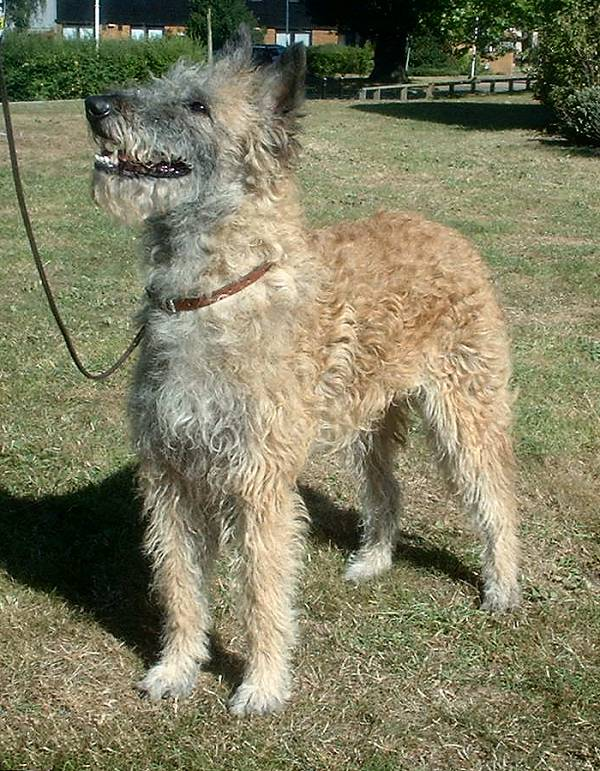
Laekenois: de pelagem lanosa, ondulada e de cor clara